# Tavia Yeung
Tavia Yeung Sin-yiu (nacida el 30 de agosto de 1979-), es una actriz y cantante hongkonesa.

## Biografía
Tiene una hermana mayor, Griselda Yeung (una de las últimas seis concursantes de Miss Hong Kong en el 2001).
En 2011 comenzó a salir con el actor Him Law, la pareja se casó en octubre de 2016 en el The Ritz Carlton. En febrero de 2020, anunció que estaban esperando a su primera hija, quien nació el 16 de abril del mismo año.
El 26 de octubre de 2020 anunció que había cambiado su nombre chino de Yeung Yi a Yeung Sin-yiu (Chinese: 楊茜堯).

## Carrera
Tavia Yeung es una actriz contratada por la red televisida de Hong Kong, TVB y por Television Broadcast Limited de TVB.
En 1999 Tavia ha protagonizado numerosos pequeños personajes en series como Street Fighters y When Dreams Come True, en la que captó la atención del público tras interpretar a su personaje principal llamado Ah Yan en la serie The Awakening Story (protagonizada por Liza Wang y Damian Lau).
Ha participado en varias series de televisión como Vigilante Force, Twin of Brothers, Dicey Business, Heart of Greed, Moonlight Resonance, Beyond the Realm of Conscience, The Mysteries of Love, The Other Truth, The Hippocratic Crush y Silver Spoon, Sterling Shackles.

## Filmografía

### Película
| Año  | Título         | Role           | Notas |
| ---- | -------------- | -------------- | ----- |
| 2001 | Blue Moon      | Bride's friend |       |
| 2003 | Happy Go Lucky | Eva            |       |

### Dramas de televisión
| Año  | Título                                   | Role                                           | Notas |
| ---- | ---------------------------------------- | ---------------------------------------------- | --- |
| 1999 | A Kindred Spirit                         | Joan's coworker                                | |
| 1999 | Detective Investigation Files IV         | News reporter / Store employee / Irene (Extra) | |
| 1999 | Game of Deceit                           | Prostitute                                     | |
| 1999 | Face to Face                             | News Reporter                                  | |
|      | At the Threshold of an Era               | Guest / Secretary / Mary (Extra)               | |
| 2000 | Ups and Downs                            | Salesperson                                    | |
| 2000 | When Dreams Come True                    | Jenny                                          | |
| 2000 | The Sky is the Limit                     | PR agent                                       | |
| 2000 | War of the Genders                       | Receptionist                                   | |
| 2000 | The Legend of Lady Yang                  | Palace maid (Extra)                            | |
| 2000 | Armed Reaction II                        | News reporter                                  | |
| 2000 | Return of the Cuckoo                     | Girl                                           | |
| 2000 | Street Fighters                          | Chin Cho Yee                                   | |
| 2000 | The Legendary Four Aces                  | Concubine / worship girl (Extra)               | |
| 2000 | The Green Hope                           | Vivian Fung Wai Wai                            | |
| 2001 | FM701                                    | Szeto Nga Chung                                | |
| 2001 | The Heaven Sword & the Dragon Sabre 2000 | Bhikkhuni (Extra)                              | |
| 2001 | A Taste of Love                          | Television host                                | |
| 2001 | Gods of Honour                           | Imperial Consort Chan                          | Makes an appearance in episode 19 and 20 |
| 2001 | Seven Sisters                            | Passerby (Extra)                               | |
| 2001 | The Awakening Story                      | Suen Hing Yan                                  | |
| 2002 | Eternal Happiness                        | So Ying Suet                                   | |
| 2002 | Golden Faith                             | Chung Chui Yee (Kiko)                          | |
| 2003 | Whatever It Takes                        | Moyung Suet                                    | |
| 2003 | Vigilante Force                          | Kelly Wan Ka Lei                               | TVB Anniversary Award for Most Improved Female Artiste |
| 2003 | The 'W' Files                            | Wong Hung Hung                                 | |
| 2003 | Find the Light                           | Lee Kwai                                       | |
| 2003 | Love Stories at Regalia Bay              | Bowie's friend                                 | Cameo |
| 2004 | The Vigilante in the Mask                | Chung Wan                                      | |
| 2004 | Twin of Brothers                         | Lee Sau-ning                                   | TVS Award for Most Potential Actress |
| 2004 | Shades of Truth                          | Hong Chi Sin (Siu Sin)                         | |
| 2005 | The Prince's Shadow                      | Yu Yee                                         | Nominated — TVB Anniversary Award for Most Improved Female Artiste (Top 5) |
| 2005 | The Academy                              | Ho Fa                                          | Nominated — TVB Anniversary Award for Most Improved Female Artiste (Top 5) |
| 2005 | Yummy Yummy                              | Chow Chi Yan (Yan)                             | Nominated — TVB Anniversary Award for Most Improved Female Artiste (Top 5) |
| 2006 | A Pillow Case of Mystery                 | Princess Tsanggak Ming Chu                     | Nominated — TVB Anniversary Award for My Favourite Female Character (Top 20) |
| 2006 | Land of Wealth                           | Kiu Tsun                                       | Nominated — TVB Anniversary Award for Best Actress (Top 20) Nominated — TVB Anniversary Award for Most Improved Female Artiste (Top 5) |
| 2006 | Dicey Business                           | Tam Chu Mei (Mimi)                             | Nominated — TVB Anniversary Award for Most Improved Female Artiste (Top 5) |
| 2006 | Good Against Evil                        | Shiu On Kei (Angel)                            | Previously warehoused; released on VCD September 2002 |
| 2007 | Heart of Greed                           | Cheuk Man Lai (Jackie)                         | |
| 2007 | On the First Beat                        | Ho Fa                                          | Cameo |
| 2007 | Fathers and Sons                         | Law Sei Hei (Joey)                             | |
| 2007 | The Building Blocks of Life              | Cheung Man Ching (Freeda)                      | Nominated — TVB Anniversary Award for Most Improved Female Artiste (Top 5) |
| 2008 | Moonlight Resonance                      | Suen Ho Yuet                                   | TVB Anniversary Award for Best Supporting Actress Starhub Award for My Favourite TVB Female Character NEXT Magazine's Top 10 Favourite Artists — #3 Nominated — TVB Anniversary Award for Most Improved Female Artiste (Top 5) |
| 2009 | Sweetness in the Salt                    | Dau Sing Suet                                  | TVB Anniversary Award for Best Performance of the Year |
| 2009 | Beyond the Realm of Conscience           | Yiu Kam Ling                                   | TVB Anniversary Award for Best Performance of the Year TVB Anniversary Award for My Favourite Female Character NEXT Magazine's Top 10 Favourite Artists — #4 Nominated — TVB Anniversary Award for Best Actress (Top 5) |
| 2009 | A Fistful of Stances                     | Au-Yeung Wai Lan (Young version)               | |
| 2010 | The Mysteries of Love                    | Tsui Siu Lai                                   | My AOD Favourites Award for My Favourite Drama Character (1 of 10) Starhub Award for My Favourite TVB Female Character Nominated — TVB Anniversary Award for Best Actress (Top 5) Nominated — TVB Anniversary Award for My Favourite Female Character (Top 5) Nominated — My AOD Favourites Award for My Favourite Actress in a Leading Role (Top 5) |
| 2011 | The Rippling Blossom                     | Choi Tse Lung                                  | Nominated — TVB Anniversary Award for Best Actress (Top 15) |
| 2011 | Yes, Sir. Sorry, Sir!                    | Ho Miu Suet (Miss Ho)                          | |
| 2011 | The Other Truth                          | Hong Tze Yan (Mavis)                           | My AOD Favourites Award for My Favourite Drama Character (1 of 15) Nominated — TVB Anniversary Award for My Favourite Female Character (Top 15) Nominated — My AOD Favourites Award for My Favourite Actress in a Leading Role (Top 5) |
| 2011 | Men with No Shadows                      | Fong Siu Fong                                  | |
| 2011 | The Emperor's Harem                      | Wan Zhener / Imperial Consort Wan              | |
| 2012 | The Hippocratic Crush                    | Fan Tze Yu                                     | STARHUB Singapore My Favorite Character 2012 Performing Artist 2012 Outstanding Television Performance Actress My AOD Favourite Actress in a Leading Role 2012 My AOD Favourite On-Screen Couple (Kenneth Ma & Tavia Yeung) My AOD Favourite TV Character (1 of 15) Nominated - TVB Anniversary Award for My Favourite Female Character (Top 10)     |
| 2012 | Three Kingdoms RPG                       | Song Yau                                       | |
| 2012 | Silver Spoon, Sterling Shackles          | Hong Tze Kwan                                  | TVB Anniversary Award for Best Actress Nominated - TVB Anniversary Award for My Favourite Female Character (Top 10) STARHUB Singapore My Favorite Character 2013 STARHUB Singapore My Favorite Actress in a Leading Role 2013 |
| 2013 | Friendly Fire                            | Fong Tin Lam (Chris)                           | |
| 2013 | A Great Way To Care II                   | Lam Chung Yan (Apple/Cheung Yi Lam)            | |
| 2013 | The Hippocratic Crush II                 | Fan Tze Yu                                     | Nominated - TVB Anniversary Award for My Favourite Female Character (Top 15) Nominated - TVB Anniversary Award for Best Actress TVB Stars Award Malaysia 2013 for my favorite TV character (1 of 15) TVB Stars Award Malaysia 2013 for My Favourite On-Screen Couple                                                                                 |
| 2014 | Storm in a Cocoon                        | Tong Bing-bing                                 | |
| 2014 | Noblesse Oblige                          | Wai Lam                                        | |
| 2015 | Eye in the Sky                           | Ng Chan Nei (Jan)                              | |
| 2015 | Wudang Rules                             | Lok Yeung                                      | |